# Scirtes tibialis
Scirtes tibialis är en skalbaggsart som beskrevs av Guérin. Scirtes tibialis ingår i släktet Scirtes och familjen mjukbaggar. Inga underarter finns listade i Catalogue of Life.